# 万继生
万继生（1942年3月—），男，汉族，内蒙古乌拉特前旗人，中华人民共和国政治人物，曾任中共内蒙古自治区党委常委、政法委书记，内蒙古自治区人大常委会副主任、党组成员，第十届全国人大代表。